# Encepado

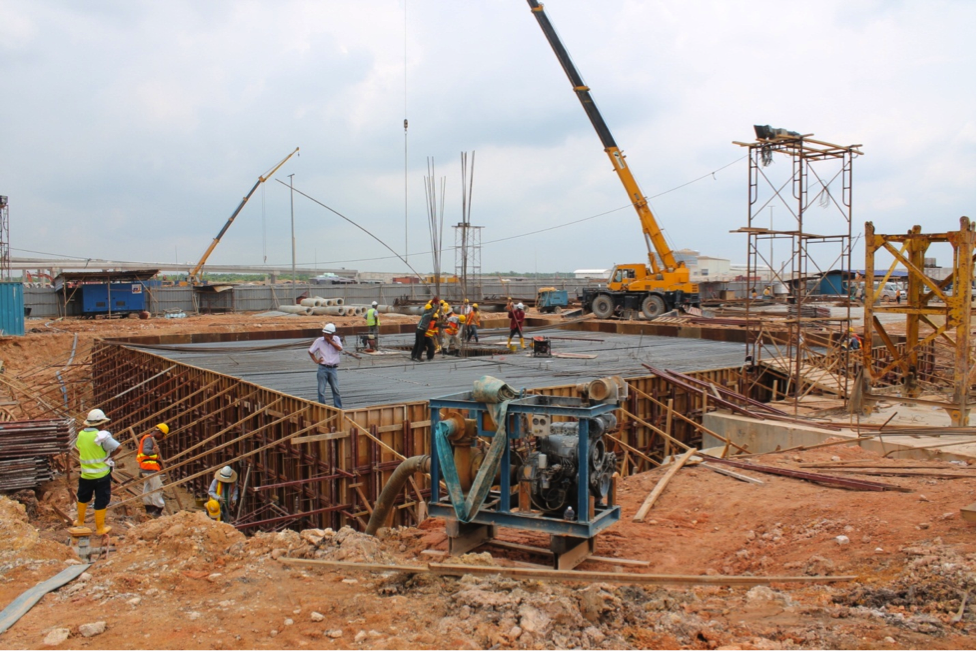
Construcción de un encepado

encepado o zapata de pilote (en inglés skit) es un elemento constructivo esencial en la ingeniería de cimentaciones profundas. Su función principal es recoger y distribuir los esfuerzos estructurales de los pilares de una construcción y transmitirlos de manera adecuada a las cabezas de un grupo de pilotes, asegurando así una transferencia efectiva de las cargas al terreno subyacente. Esto es crucial para garantizar la estabilidad y la integridad estructural de edificaciones, especialmente en terrenos que presentan desafíos geotécnicos significativos.

## Características del encepados
Los encepados pueden adoptar diversas formas, aunque la más común es la de un paralelepípedo rectangular. La forma específica de un encepado depende en gran medida del número y la disposición de los pilotes que debe conectar y soportar. Esta variabilidad permite adaptar los encepados a las necesidades particulares de cada proyecto, optimizando la distribución de las cargas y minimizando el riesgo de asentamientos diferenciales o fallos estructurales.

### Materiales de Construcción
El material más comúnmente utilizado para la construcción de encepados es el hormigón armado. Este material ofrece una combinación de resistencia a la compresión y a la tracción, gracias a la incorporación de barras de acero dentro del hormigón, lo que resulta en una estructura robusta y duradera. El uso de hormigón armado permite que los encepados soporten grandes cargas y resistencias ambientales, manteniendo su integridad estructural a lo largo del tiempo.

### Importancia en la Ingeniería Civil
Los encepados son componentes vitales en la ingeniería civil, especialmente en la construcción de edificios de gran altura, puentes y otras estructuras que requieren cimentaciones profundas. Al facilitar una distribución equilibrada de las cargas hacia los pilotes, los encepados ayudan a evitar problemas como asentamientos irregulares y grietas en la estructura superior, que podrían comprometer la seguridad y funcionalidad de la edificación.